# Campagne in Illirico di Ottaviano
Le campagne in Illirico di Ottaviano (35-33 a.C.) costituiscono il primo tentativo da parte del futuro imperatore Augusto di occupare l'area Illirica, poco dopo aver ottenuto una vittoria definitiva contro Sesto Pompeo e prima dell'ultimo e decisivo scontro con il collega triumviro, Marco Antonio. Svetonio ci tramanda che Ottaviano:
(Svetonio, Augustus, 20.)

## Contesto storico
Quando Cesare fu ucciso (idi di marzo del 44 a.C.), i Dalmati tornarono a ribellarsi, pensando che il potere romano risiedesse nel dittatore appena morto, e si opposero al pagamento del tributo al governatore dell'Illyricum, Publio Vatinio. Quest'ultimo, sebbene avesse tentato di usare la forza contro di loro, fu attaccato e subì la distruzione di ben cinque delle sue coorti. Contemporaneamente il senato di Roma stabilì di trasferire il suo esercito, insieme alla provincia della Macedonia e dell'Illirico al cesaricida Marco Giunio Bruto. Vatinio fu, quindi, costretto a ripiegare su Dyrrhachium, che si trovava in Macedonia, dove l'allora governatore, Gaio Antonio, fratello di Marco, era anch'egli in grave difficoltà sotto l'attacco di Bruto. Gran parte delle forze di Vatinio defezionarono e si schierarono dalla parte di Bruto, che strinse poi d'assedio Gaio Antonio ad Apollonia. Il fatto però di doversi difendere dalle armate dei triumviri, Marco Antonio e Ottaviano, che volevano vendicare la morte di Cesare e che stavano raccogliendo le forze necessarie per lo scontro decisivo, avvenuto poi a Filippi (42 a.C.), non permise ai Romani di occuparsi dei ribelli Illiri, sebbene a Vatinio venne concesso il trionfo de Illyrico il 31 luglio del 42 a.C.
Nel 40 a.C., in seguito alla disfatta degli uccisori di Cesare e alla creazione di un secondo triumvirato, Ottaviano ed Antonio si divisero l'area Illirica con il patto di Brindisi. Ad Ottaviano toccò la parte settentrionale e l'intero Occidente romano (a parte l'Africa proconsolare, lasciata a Marco Emilio Lepido), ad Antonio quella meridionale con la Macedonia, insieme a tutto l'Oriente romano. La linea di demarcazione venne posta dove si trovava la vecchia capitale illirica di Scodra. Nel 39 a.C., Gaio Asinio Pollione, a cui Antonio aveva affidato il governo della provincia di Macedonia come proconsole, penetrava nel territorio dei Partini, conducendo una campagna militare che portò i Romani alla vittoria finale nella zona attorno a Dyrrachium, tanto da meritargli un trionfo il 28 ottobre dello stesso 39 a.C.. Wilkies sostiene che queste operazioni siano state di breve durata e condotte per tenere attive le legioni, al posto di lasciarle passive nei loro quartieri invernali, oltre a voler punire l'alleanza che i Partini avevano in passato concluso con il cesaricida Bruto. Secondo invece altri scrittori latini, le operazioni furono condotte contro i Delmatae e alla fine della guerra vennero loro confiscate armi, greggi, terre e Pollione ottenne il titolo vittorioso di Delmaticus. Peraltro il Wilkes non crede che Pollione possa aver combattuto contro i Delmatae, in quanto si trovavano troppo lontani dalla provincia di Macedonia, appartenente alla sfera di influenza di Marco Antonio; molto più vicino era l'Illirico, di pertinenza di Ottaviano.

### Casus belli
Se il Syme riteneva che l'Illyricum fosse la regione strategica più importante dell'Impero romano, il Wilkes ritiene che fosse per Ottaviano, necessaria per assicurarsi il controllo della strada che collegava l'Italia settentrionale (Gallia cisalpina) con il medio/basso Danubio, fino alla frontiera orientale. Questa via passava da importanti (e futuri) centri amministrativi/militari romani come Siscia e Sirmium sulla Sava, Singidunum sul Danubio, Serdica in Tracia, fino a Bisanzio (la futura Costantinopoli). Ora se si voleva rendere sicura l'intera area a sud del Danubio, l'Impero doveva mettere in atto un vasto piano strategico che contemplasse la conquista dell'intero Illirico, ben più determinante della conquista della Germania Magna.
1. Primo obbiettivo di queste campagne era - lo riferiscono Velleio Patercolo e Cassio Dione Cocceiano - di fare in modo che queste operazioni militari fossero utili per i legionari di Ottaviano ad esercitarsi contro un nemico vero, e non «si infiacchissero nell'ozio»,[29] in vista della ben più determinante e prossima guerra contro Antonio, visti dissapori ormai crescenti tra i due.[30]
2. Altro obbiettivo, certamente non meno significativo, fu di difendere il settore alpino nord-orientale degli attacchi delle popolazioni limitrofe e dal loro mancato pagamento dei tributi dovuti ai Romani.[3][30] Le popolazioni che stavano creando i maggiori problemi erano gli Iapodi, i Segestani, i Dalmati (Delmatae), i Desiziati (Daesitiatae), i Liburni e i Pannoni.[2] Gli Iapodi, definiti da Appiano come una tribù forte e selvaggia, respinsero i Romani due volte nell'arco degli ultimi vent'anni (55-36 a.C.), e ne invasero i territori fino ad Aquileia, riuscendo a saccheggiare la colonia romana di Tergeste[31] (Trieste).[30][32]
3. A queste popolazioni dell'area illirico-pannonica, si aggiungeva il rischio di un possibile attacco da parte dei Daci, sebbene il precedente regno di Burebista si fosse indebolito e diviso in più regni, dopo la scomparsa del grande sovrano dace (44 a.C.[33]). E del resto i piani di una conquista della Dacia erano già stati progettati in precedenza da Cesare, poco prima di morire, progetto che Ottaviano voleva fortemente portare a compimento sulle orme di ciò che il padre adottivo aveva lasciato incompiuto.[11][30][34][35]
4. Ma forse la ragione strategica principale fu quella di mirare a congiungere le due province proconsolari dell'Illirico e della Macedonia, in una vasta area che portasse il dominio romano fino al Danubio, e fosse posta sotto il controllo di alcuni legati Augusti, sotto il cui comando furono poi messe 6-7 legioni e relative unità ausiliarie.[27]

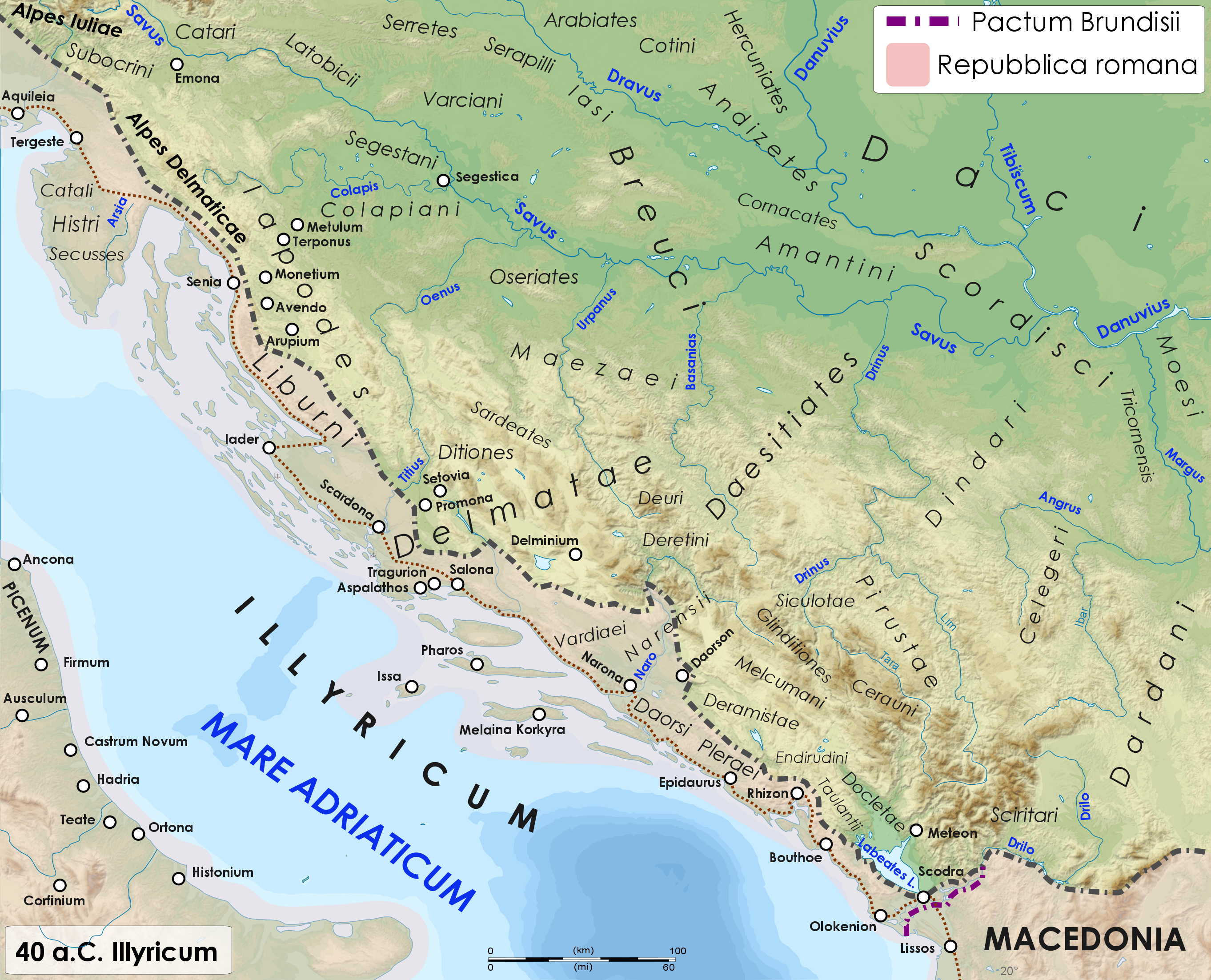
L'Illirico romano, le popolazioni illiriche e pannoniche al tempo del patto di Brindisi tra Ottaviano e Marco Antonio (40 a.C.)

## Forze in campo
Romani
Sulla base di quanto ipotizza il Gonzales, le legioni coinvolte furono quasi certamente la legio XIII Gemina, la XIV Gemina e la XV Apollinaris, tutte legioni formate in precedenza da Cesare (XIII, XIV e XV).

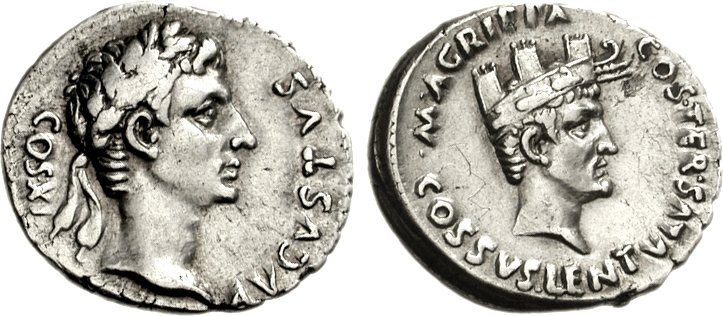
Ottaviano e l'amico fraterno, Agrippa, nonché maggior collaboratore militare.

Venne, inoltre, utilizzata anche una flotta di popolazioni alleate dei Romani (Taurisci e Norici), che percorrendo la Drava fino al Danubio, risaliva poi la Sava. Era stata posta sotto la guide di un certo Menodoro (Menas).
Durante i preparativi della campagna militare sappiamo da Cassio Dione Cocceiano che, quando alcuni dei soldati che erano stati congedati si ammutinarono, poiché non avevano ricevuto il premio di fine mandato, e chiesero di tornare in servizio tra le file dell'esercito di Ottaviano, egli li riunì in una singola legione, in modo che fossero separati dagli altri e che per gli stessi fosse difficile coinvolgere le altre unità legionarie nel caso volessero ribellarsi nuovamente. Così facendo, questa unità poteva essere sciolta con grande rapidità. Quando infatti non si dimostrarono più disciplinati come in precedenza, mandò alcuni dei più anziani come coloni in Gallia, pensando che questa ricompensa avrebbe dato loro delle buone speranze per il futuro e li avrebbe zittiti. Ma poiché continuarono ad essere insubordinati, li fece adunare tutti insieme come se fossero stati convocati per qualche altro scopo, li circondò con il resto dell'esercito, tolse loro le armi e li congedò definitivamente. In questo modo capirono la determinazione e la forza del loro comandante. Alla fine le loro continue suppliche e richieste di perdono, fecero sì che Ottaviano li perdonasse e li reintegrasse nuovamente nei ranghi del suo esercito, anche perché aveva bisogno di soldati utili almeno per tanti differenti compiti, temendo che Antonio, col quale era ormai ai ferri corti, se ne appropriasse.
Illiri

## Campagne
Appiano di Alessandria racconta che Ottaviano sottomise numerose popolazioni dell'area illirica come gli Oxyaei, i Perthoneatae, i Bathiatae, i Taulantii, i Cambaei, i Cinambri, i Meromenni e i Pyrissaei in una (prima) campagna militare. Sembra che queste popolazioni formassero un gruppo compatto nella parte dell'estremo sud-ovest dell'Illyricum. Alcune di loro sopravvissero in seguito come comunità del Conventus iuridicus di Narona. Erano pertanto insediate tra i fiumi Narenta e Drilo.
In uno sforzo successivo, vinse anche Carni e Taurisci, che si trovavano a nord di Aquileia; poi Interphrurini, Docleatae (nei pressi della città di Doclea), Naresii (della valle del fiume Narenta) e Glintidiones, popolazioni che abitavano la parte meridionale dell'Illirico, a sud dei Delmatae. Da questi popoli egli ottenne i tributi che non avevano voluto versare in precedenza. Una volta conquistate queste popolazioni, gli Hippasini (nome completamente sconosciuto e di cui non si conosce la loro collocazione) e i Bessi (popolazione della Tracia, molto distante dal teatro delle campagne militari di Ottaviano), sempre secondo Appiano, furono vinte dalla paura e si arresero. Altre invece che in precedenza si erano rivoltate come i Meliteni di Melita ed i Corcyreni di Corcyra Melaina, che abitavano le isole e praticavano la pirateria, furono attaccate e sottomesse dalla flotta che proveniva dalla Sicilia, mentre i giovani furono messi a morte e il resto della popolazione venduta come schiavi. Si fece consegnare, infine, tutte le navi dai Liburni in modo da evitare che per il futuro potessero praticare ancora la pirateria.

### Campagna del 35 a.C.
La prima campagna mosse dalla città di Aquileia, dove si trova il "quartier generale" di alcune legioni, e dal porto liburno di Senia, attraversò quindi le Alpi Bebie ed entrò nella piana del fiume Lika. Ottaviano condusse con sé gente esperta in ambito militare, come l'amico fraterno Marco Vipsanio Agrippa, il fidato legato Gaio Fufio Gemino, il già Console suffetto Tito Statilio Tauro e il tribuno militare Marco Valerio Messalla Corvino (certamente nel 35 a.C.).

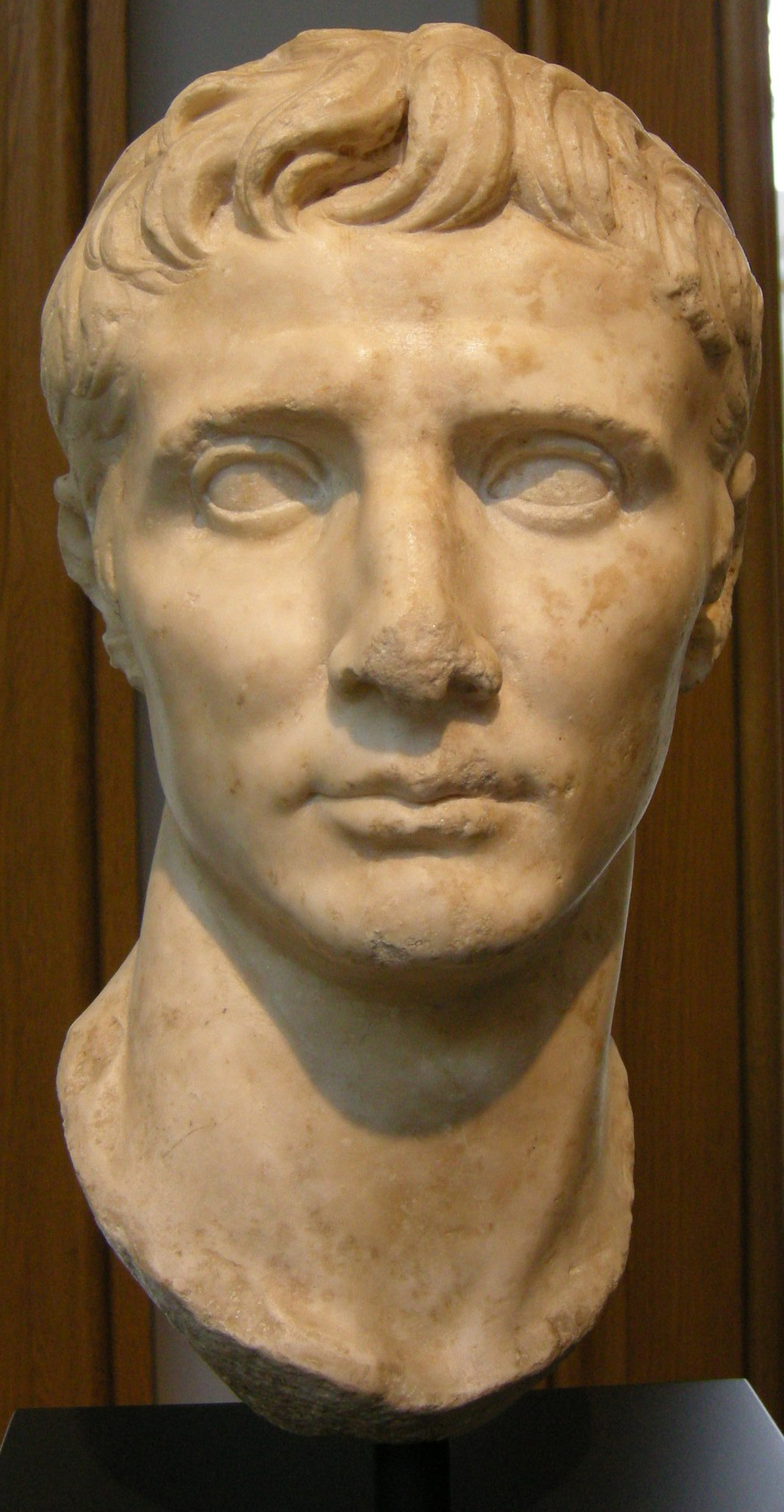
Busto di Augusto (Getty Museum, Los Angeles)

Appiano racconta che Ottaviano avanzò inizialmente contro gli Iapodi, attraverso una strada ripida e difficile da percorrere, tanto più che il nemico ne aveva ostacolato il percorso, abbattendo numerosi alberi. La via di marcia che il Wilkes ipotizza è quella che da Tergeste conduceva a Senia (Segna), per poi addentrarsi attraverso la catena dei monti della Grande Cappella. Non appena infatti le armate romane si addentrarono in territorio nemico, le popolazioni indigene si rifugiarono nelle vicine foreste. I Moentini di Monetium (Brinje), gli Avendeatae di Avendo (Cerquina, vicino a Otočac), due tribù degli Iapodi, si arresero non appena Ottaviano si avvicinò ai loro territori. Gli Arupini di Arupium (Prozor), invece, che erano i più numerosi e temibili guerrieri tra gli Iapodi, quando le armate romane si avvicinarono, fuggirono nei boschi abbandonando le città e i villaggi. Ottaviano però evitò di bruciare quei luoghi, sperando che si arrendessero in modo da permettere loro di rioccuparli, cosa che alla fine accadde. Prima di arrendersi però, si predisposero a lanciare un agguato all'esercito, che avanzava nel loro territorio. Ottaviano, che si aspettava un comportamento del genere, inviò dei contingenti a occupare alcune vette che si trovavano ai fianchi della strada che il resto delle legioni stava percorrendo. E quando i suoi soldati provarono a spostare i tronchi fatti abbattere dal nemico, gli Iapodi saltarono fuori dalla boscaglia all'improvviso e diedero battaglia, ferendo non pochi legionari. Alla fine i Romani ebbero la meglio, uccidendo numerosi nemici, grazie anche al sopraggiungere dei rinforzi provenienti dalle alture, quelli che Ottaviano si era premurato di far occupare in precedenza, e che avevano seguito da vicino la colonna principale dei loro commilitoni, giù a valle.
Da qui Ottaviano divise la sua armata in più colonne di marcia (una a percorrere la vallata centrale e due a percorrere parallelamente le alture circostanti), e avanzò verso est in direzione del fiume Colapis e attraversado le Alpi Dinariche (in zona di Mala Kapela, Plješevica). La regione che stava attraversando era fitta di foreste e montuosa, con rare radure, mentre le poche fortezze degli Illiri erano arroccate sulle cime di colline. Il resto degli Iapodi tornò, quindi, a rifugiarsi nei boschi, abbandonando la loro principale città, il cui nome era Terponus, che Ottaviano occupò poco dopo senza però bruciarla, sperando che si arrendessero. E così accadde poco dopo.
Dopo aver conquistato Terponus, l'armata romana proseguì in direzione di Metulum (l'attuale Cakovac vicino a Ogulin), il capoluogo degli Iapodi, che si trovava su una montagna alta e ripida, appoggiata tra due creste con una stretta valle nel mezzo. Qui si erano rinchiusi circa 3 000 giovani, bellicosi e ben armati, che avrebbero potuto facilmente tenere a freno i Romani, che ne avevano circondato le mura. Ottaviano diede ordine di innalzare una rampa d'assedio, che i Metuliani cercarono in ogni modo di interromperne la costruzione. Fu così che, grazie ai continui assalti portati sia di giorno che di notte, e ad un costante lancio di proiettili dall'alto delle mura (la cui artiglieria da lancio era stata ottenuta dalla precedente ritirata di Bruto dopo l'assedio di Mutina del 43 a.C.), i difensori della città poterono innalzare nuove mura, prima che la cerchia esterna si sbriciolasse sotto i colpi delle legioni. I Romani, una volta oltrepassata la prima cerchia di mura, la bruciarono e si precipitarono contro la nuova linea di fortificazione, questa volta erigendo due differenti rampe d'assedio, dalle quali gettarono poi quattro ponti verso la parte superiore delle mura nemiche. Al fine poi di distrarre la loro attenzione, Ottaviano inviò talune delle sue truppe nella parte posteriore della città, mentre ordinò agli altri di attraversare i ponti fino all'apice delle mura. Egli salì, quindi, fino in cima ad un'alta torre per osservare il risultato che aveva ideato.

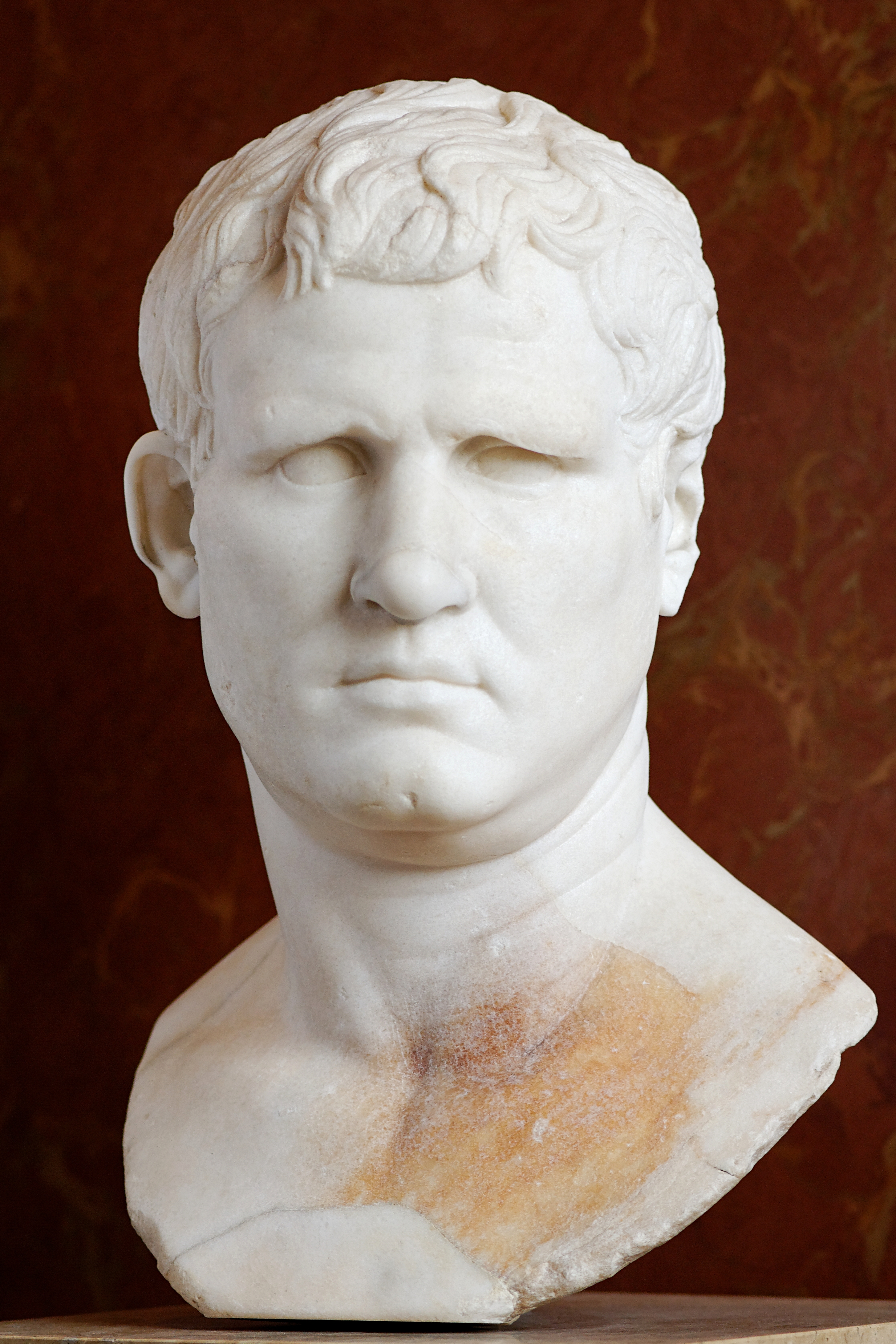
Busto di Marco Vipsanio Agrippa (proveniente dagli scavi di Gabii, oggi al Museo del Louvre, Parigi)

Fu così che osservò alcuni dei barbari correre giù dal parapetto per contrastare i Romani che stavano attraversando il ponte, mentre altri, non visti, cercavano di indebolire gli altri ponti colpendoli con le loro lunghe lance. E il fatto di essere riusciti a farne cadere un primo, poi un secondo, tanto che al crollo del terzo ponte i Romani andarono nel panico più assoluto. Nessun osava più avventurarsi a passare sul quarto ponte, fino a quando Augusto saltò giù dalla torre e, dopo aver rimproverato i suoi soldati, afferrò uno scudo e si gettò sul ponte stesso.
(Appiano, Guerra illirica, 20.)
E sebbene Ottaviano fosse rimasto ferito alla gamba destra e su entrambe le braccia, salì rapidamente sulla torre e si sbracciò per mostrarsi sano e salvo, nel timore che i suoi uomini, presi da sgomento per la sua possibile morte, potessero indietreggiare. Non volendo far credere al nemico che sarebbe indietreggiato, decise pertanto di far costruire immediatamente dei nuovi ponti, pronto a dare un nuovo assalto, tanto da generare il terrore nei confronti degli abitanti di Metulum, che credevano di aver ottenuto una vittoria importante. Il giorno successivo i Metulani inviarono dei messaggeri ad Ottaviano, offrendo di consegnargli cinquanta ostaggi a sua scelta e promettendo di accettare di ricevere una guarnigione in città, permettendo di acquartierarsi nella parte più alta della collina, mentre si sarebbero accontentati dell'altra parte.
(Appiano, Guerra illirica, 21.)
Non solo la città venne completamente distrutta dai suoi stessi abitanti, ma anche gli altri Iapidi preferirono arrendersi. E mentre un contingente romano fu lasciato presso di loro, il grosso dell'esercito proseguiva seguendo l'alta valle del Colapis in direzione di Segesta (la futura Siscia, alla confluenza di Sava e Colapis), capitale dei pannoni Segestani. I Poseni, appena sottomessi ed appartenenti ad una delle comunità degli Iapidi, si ribellarono, ma il legato romano di nome Marco Elvio (che il Syme mette in relazione al poeta Elvio Cinna), inviato contro di loro, riuscì a reprimere la rivolta sul nascere. Intanto Ottaviano devastava il territorio dei Pannoni, che si trovavano lungo il fiume Colapis, durante la marcia durata otto giorni per raggiungere il fiume Sava.
Una volta raggiunta Segesta (città molto ben difesa da forti mura e circondata dai due fiumi), località strategica di fondamentale importanza per un'avanzata verso est e conveniente per una guerra contro i Daci e Bastarni, Ottaviano mandò ai Segestani le sue condizioni di pace, chiedendo loro di poter disporre di una guarnigione di stanza nella città e di avere a garanzia della loro buona condotta cento ostaggi. Egli avrebbe così potuto usare tranquillamente la città come base delle operazioni nella sua guerra contro i Daci. Richiese inoltre anche gli approvvigionamenti di cibo che fossero in grado di fornire. Se da una parte i capi della città acconsentirono alle sue richieste, la gente comune era invece furiosa nel considerare di dover dare ai Romani degli ostaggi, forse perché non erano figli loro, ma dei notabili. E quando la guarnigione romana si stava avvicinando, non potendo sopportare la loro vista, chiusero le porte in modo furioso e si posizionarono sulle mura, pronti a difenderle. Ottaviano diede subito ordine di costruire un ponte sul fiume e circondare l'oppidum nemico con una fossa ed una palizzata e, avendoli bloccati all'interno delle sue fortificazioni, fece erigere due rampe d'assedio. Contro di queste i Segestani compirono frequenti assalti cercando di distruggerli con torce e fuoco con lanci dall'alto delle mura. E quando gli assediati ricevettero aiuti dall'esterno da altri Pannoni, Ottaviano rinnovò i suoi sforzi per rinforzare le difese, distruggendo parte di questa forza di soccorso e mettendo in fuga la restante, tanto da farli desistere da nuovi aiuti per il futuro.
Venne, inoltre, utilizzata anche una flotta di popolazioni alleate dei Romani (Taurisci e Norici), che percorrendo la Drava fino al Danubio, risaliva poi la Sava, fino a raggiunfere via fiume la città pannonica. Era stata posta sotto la guide di un certo Menodoro (Menas) e venne utilizzata in combinazione con la fanteria romana. Durante gli scontri, lo stesso Menas, in passato liberto di Sesto Pompeo, rimase ucciso. Appiano racconta che «in precedenza i Romani avevano attaccato il paese dei Segestani due volte [nel 119 a.C. e in un'altra occasione], ma non avendo mai ottenuto degli ostaggi, né qualsiasi altra cosa, i Segestani diventarono molto arroganti». Ottaviano,
La città cadde, alla fine, dopo ben 30 lunghi giorni di duro assedio, tanto che lo stesso Ottaviano ne rimase ammirato per il loro coraggio. Una volta conquistata questa importante roccaforte, Ottaviano vi lasciò 25 coorti agli ordini di Gaio Fufio Gemino, e tornò a Roma. La conquista di Siscia doveva costituire la fase preliminare per un'avanzata contro Bastarni e Daci, orfani ormai di Burebista, e divisi tra lotte interne di fazione.

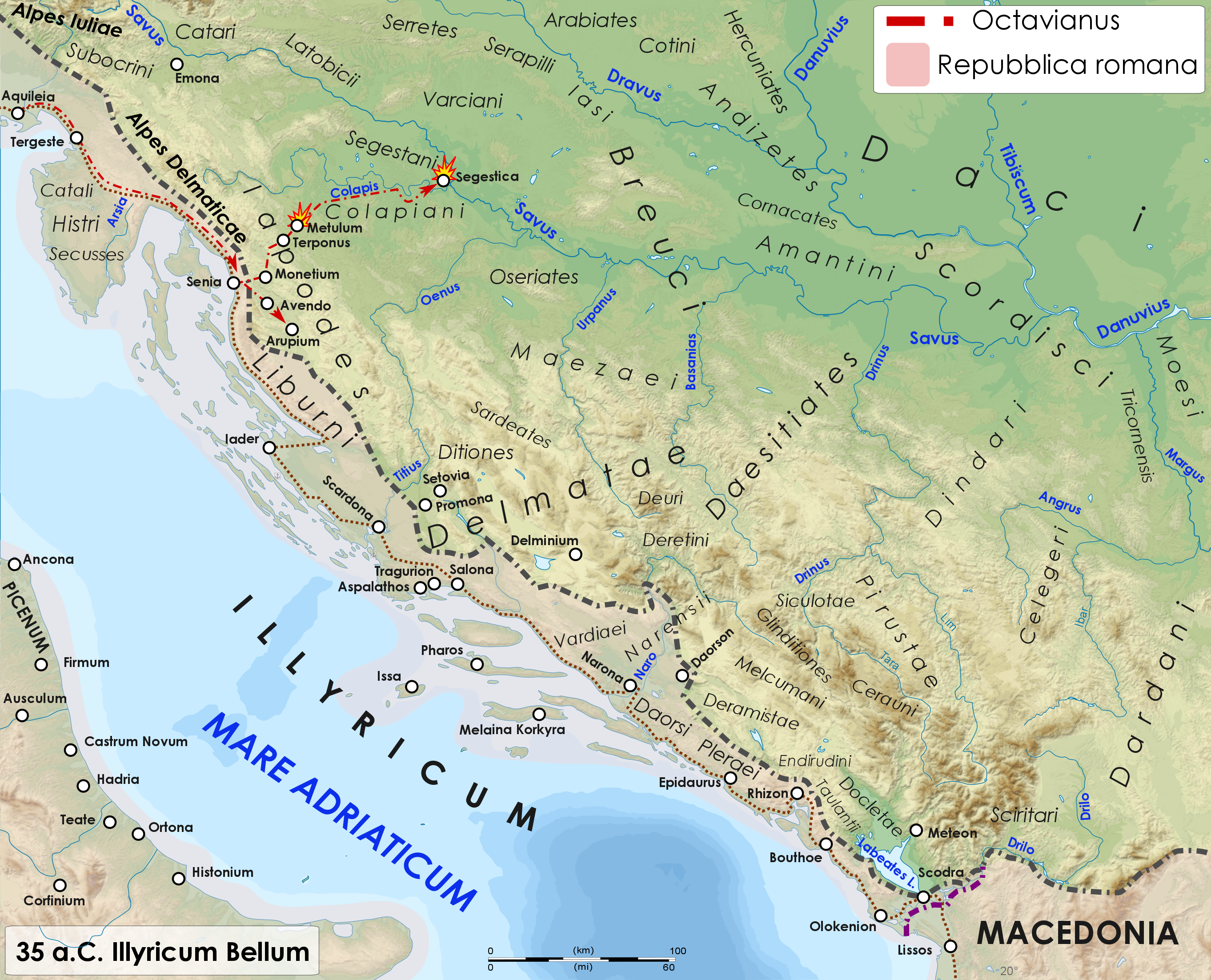
La prima campagna militare di Ottaviano nell'Illyricum (35 a.C.)

### Campagna del 34 a.C.
Nel corso dell'inverno del 35-34 a.C., una voce rivelatasi falsa, mise al corrente Ottaviano che i Segestani avevano massacrato la guarnigione lasciata nella loro principale città. Ottaviano, che si trovava ancora a Roma, dovette partire in tutta fretta. E anche se la guarnigione era stata messa in pericolo da un'improvvisa sollevazione, perdendo molti uomini, i Romani erano riusciti il giorno successivo a sopprimere completamente la rivolta. Ottaviano allora mosse la sua armata verso la Dalmazia, un altro paese degli Illiri, che confina con la Taulantia.
Ottaviano era ora intenzionato a rivolgere la sua attenzione più a sud, contro la potente tribù dei Delmatae, accompagnato o forse preceduto dal fidato Agrippa. E non sembra che fosse più interessato a Daci e Bastarni. I Dalmati, dopo il massacro delle cinque coorti al tempo di Aulo Gabinio e la sottrazione dei loro vexilla (48 a.C.), erano euforici per il successo conseguito, tanto da non aver deposto le armi per dieci anni. E quando Ottaviano avanzò contro di loro, fecero un'alleanza tra loro per darsi reciproco aiuto in guerra. Riuscirono così a raccogliere un esercito di più di 12 000 combattenti sotto un generale di nome Verzo (Versus), il quale per prima cosa occupò la città dei Liburni, Promona, e la fortificò, anche se si trovava in un luogo estremamente forte per la natura dove sorgeva. Si trattava infatti di una roccaforte di montagna, circondata da tutti i lati da colline appuntite come i denti di una sega. La maggior parte delle forze dalmate si trovavano all'interno della città, anche se alcuni distaccamenti furono posti a guardia delle colline circostanti, osservando i Romani da posizioni elevate. Ottaviano, che si trovava nella piana sottostante in bella vista, cominciò a disegnare un muro intorno all'intera città, ma segretamente mandò alcuni dei suoi uomini più coraggiosi per cercare un percorso per raggiungere le colline intorno. Fu così che, intrapreso il percorso in mezzo ai boschi, raggiunsero nella notte le postazioni dalmate e uccisero le guardie mentre dormivano, segnalando al comandante romano la loro azione vittoriosa. Frattanto Ottaviano mise sotto assedio il grosso dell'esercito nemico e inviò un secondo esercito per prendere possesso delle fortificazioni nemiche appena occupate sulla sommità delle colline. Sgomento, confusione e terrore caddero sui barbari, poiché credevano di essere attaccati da tutti i lati. Soprattutto quelli che ancora resistevano sulle colline, allarmati dal timore di essere tagliati fuori dal loro approvvigionamento di acqua, fuggirono tutti all'interno della città di Promona.
Ottaviano circondò l'oppidum e due colline che ancora erano in possesso del nemico con un vallum lungo sette chilometri e mezzo. Quando Testimus, un altro comandante della Dalmazia, condusse un nuovo esercito in aiuto degli assediati, i Romani gli andarono incontro e lo respinsero verso le montagne, mentre cercava di trovare un varco nella circonvallazione prima che fosse completata, per entrare in Promona. E quando gli assediati fecero una sortita in aiuto dei rinforzi, furono non solo respinti, ma i Romani li inseguirono fino ad entrare in città insieme a loro, dove ne uccisero un terzo. Il resto si rifugiò nella Cittadella, alle cui porte fu posta una coorte romana a loro guardia. La quarta notte i barbari fecero una nuova sortita, riuscendo a respingere la coorte romana. Ottaviano, intervenuto in soccorso dei suoi, riuscì a respingere il nemico e, il giorno seguente, ricevette la loro resa. La coorte che aveva abbandonato la sua posizione fu obbligata alla decimazione, vale a dire che un uomo su dieci a sorte, era messo a morte. La sorte cadde su due centurioni tra gli altri. Venne quindi ordinato ai sopravvissuti, come ulteriore punizione, che l'intera coorte fosse obbligata ad alimentarsi con orzo invece che con grano per quell'estate.
Una volta presa Promona, Testimus preferì sciogliere il suo esercito e lo fece disperdere in tutte le direzioni. Secondo Appiano di Alessandria, i Romani non furono così in grado di inseguirli a lungo, in quanto si erano divisi in piccole bande, tenendosi ben lontani dalla strade in modo da non lasciar traccia dei loro movimenti. Si diressero, quindi, verso Synodion (Sunodium), che si trovava al bordo della foresta in cui l'esercito di Aulo Gabinio era stato intrappolato dai Dalmati in una lunga e profonda gola tra due montagne (la valle della Čikola). Essi si prepararono a tendere un'imboscata all'esercito di Ottaviano, ma una volta giunto, bruciò l'oppidum ed inviò i soldati lungo le cime dei monti circostanti su entrambi i lati, mentre passava attraverso la gola. Durante l'avanzata, abbatté alberi, catturò e bruciò ogni oppidum che trovò sulla sua strada, fino a raggiungere Setovia. La città venne assediata dai Romani, attirando però un nuovo esercito di Dalmati che erano giunti in suo soccorso, senza però poter penetrare all'interno della città. Durante l'assedio, Ottaviano fu colpito da una pietra al ginocchio e rimase ferito per diversi giorni. Quando si riprese, tornò a Roma per ricoprire la carica di console insieme a Lucio Volcacio Tullo (33 a.C.) e lasciò l'incarico di portare a termine la guerra a Tito Statilio Tauro. Strabone aggiunge che, prima di tornare in Italia, si impossessò anche della città di Ninia (Knin sul fiume Titus) con una colonna militare secondaria.
Contemporaneamente una flotta romana, partita dall'Italia meridionale, fronteggiava in modo egregio i pirati Liburni, sottomettendo gli abitanti delle isole di Melite (Meleda) e di Corcira Nigra (Curzola) oltre al popolo dei Taulanti. E i legati che si erano mossi verso nord, sottomettevano parte delle popolazioni dei Carni e dei Taurisci (nella zona di Nauporto), e raggiungevano l'oppidum di Emona.

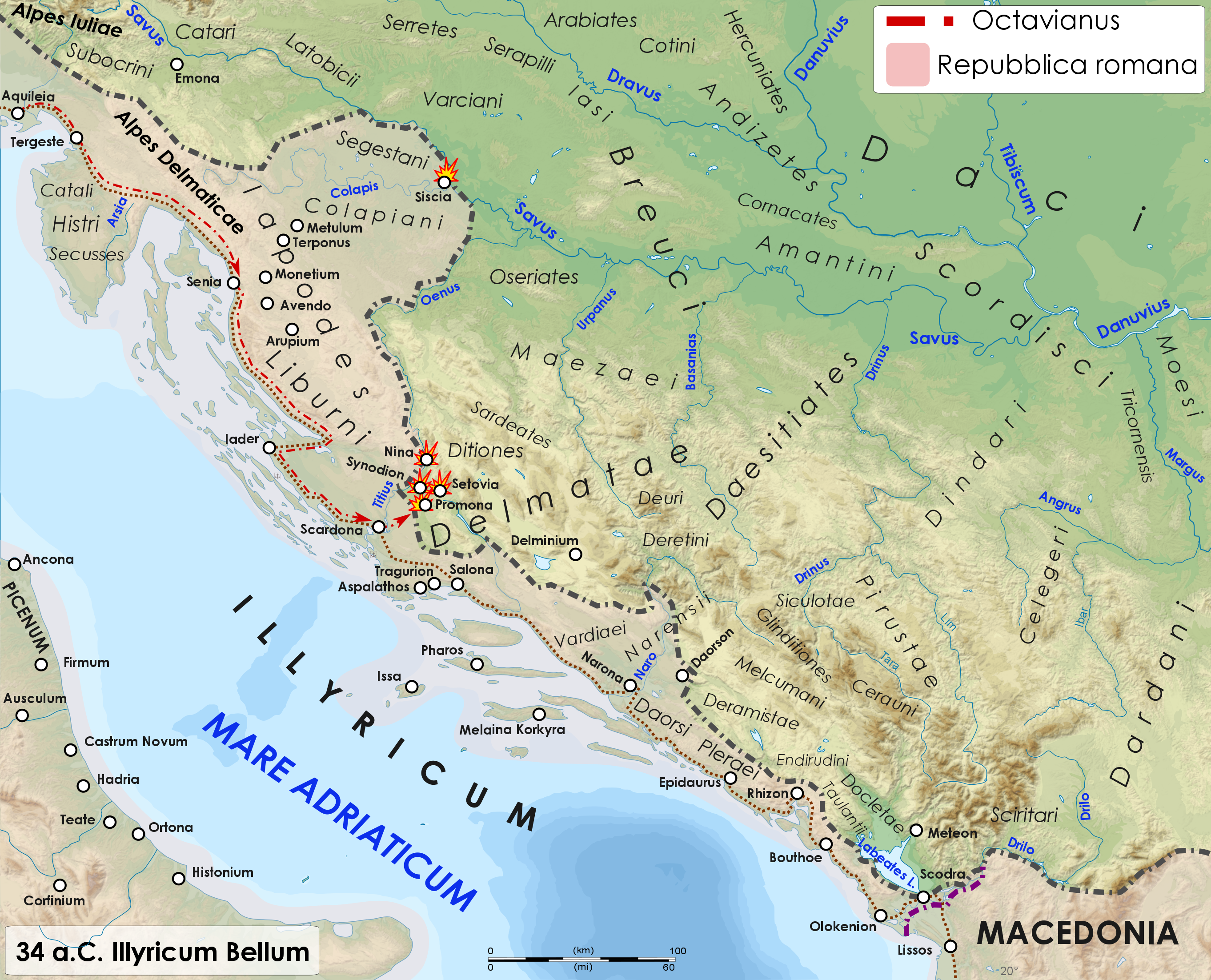
La seconda campagna militare di Ottaviano nell'Illyricum (34 a.C.)

### Campagna del 33 a.C.
Ottaviano, tornato in Dalmazia nella primavera del 33 a.C., avendo ceduto la carica di console dopo solo un giorno a Lucio Autronio Peto, ricevette la sottomissione ed il pagamento di un tributo da parte dei Delmatae della costa, che avevano perduto la capitale Setovia, grazie al legato Tito Statilio Tauro. Essi gli restituirono i vexilla che avevano sottratto a Gabinio nel 48 a.C. e che furono posti nel Portico di Ottavia, oltre ad inviare 700 dei loro figli come ostaggi.
(Augusto, Res Gestae, 29)
Dopo aver sottomesso i Dalmati, Ottaviano procedette la sua avanzata contro il Derbani (che chiesero la pace offrendo a Roma ostaggi e di pagare un tributo come in passato), prima ancora di combattere. Allo stesso modo altre tribù al suo arrivo gli diedero ostaggi in garanzia dei patti con le stesse siglati, come i Docleti (con capitale: Doclea a nord di Podgorica), i Glintidioni, i Naresi, gli Interfrurini, i Cambei, i Cinambri, i Taulanti e i Meromenni (queste ultime sette tribù facevano parte del gruppo di piccole popolazioni che Plinio il Vecchio poneva nel sud-est della Dalmazia vicino alla costa, tra i fiumi Narenta e Drilo). Alcuni, tuttavia, non furono raggiunti poiché Ottaviano non godeva di buona salute, tanto da non poter ottenere da loro nessun ostaggio o alcun trattato. Sembra, tuttavia, che essi furono sottomessi solo più tardi. Così fu sottomesso l'intero paese della costa adriatica degli Illiri. Non solo quindi le popolazioni che si erano ribellate a Roma, ma anche quelle che mai prima d'ora erano state sotto il suo dominio. Fu così che Ottaviano ottenne il trionfo sugli Illiri (che per Cassio Dione e Tito Livio erano sia i Pannoni, sia i Delmatae e gli Iapodi), che poté celebrare solo più tardi, insieme a quello per la vittoria ottenuta contro Antonio ad Azio.

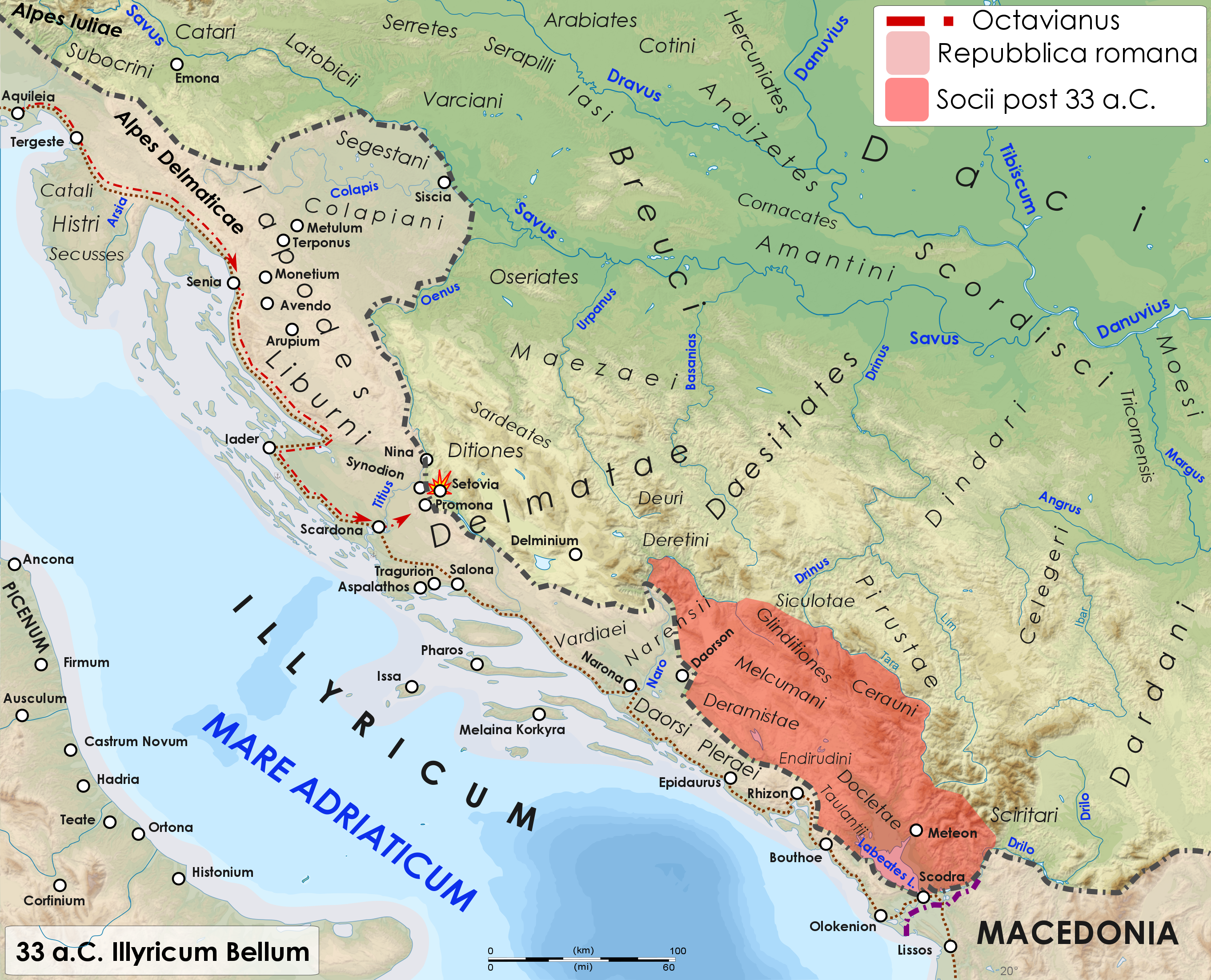
La terza ed ultima campagna militare di Ottaviano nell'Illyricum (33 a.C.). Evidenziati in rosso più vivace i territori degli alleati dei Romani al termine dell'anno.

## Conseguenze
Secondo alcuni storici moderni come Ronald Syme, Johannes Kromayer o Wilkes, questa prima guerra non coinvolse i territori interni dell'attuale Bosnia o della bassa valle della Sava. A nord infatti le armate romane non avanzarono oltre la roccaforte di Siscia, mentre a sud non oltrepassarono le Alpi dinariche, operando non molto distanti dalla costa adriatica.
Terminata la terza campagna illirica, Ottaviano lasciò a presidio di Siscia una guarnigione legionaria. Nel 32 a.C., furono fondate alcune colonie lungo la costa illirica: a Pola e Iader, mentre nuovi coloni andarono ad aumentare le presenze di cittadini romani nelle vecchie colonie cesariane di Salona, Narona ed Epidaurum.
Nuovi contrasti con Marco Antonio, costrinsero Ottaviano a sospendere la sua azione militare, potendo campagne dalmato-illiriche riprendere in mano il progetto originario solo con Marco Vipsanio Agrippa nel 13 a.C. e, una volta morto quest'ultimo, con il figliastro, Tiberio, negli anni 12-9 a.C.. La sottomissione completa dell'area avveniva però solo al termine della rivolta dalmato-pannonica del 6-9.
Con i proventi delle guerre illiriche, Ottaviano e Agrippa finanziarono le costruzioni di edifici pubblici a Roma, tra i quali la basilica di Nettuno, i Saepta Iulia e le terme di Agrippa.